# Pitcairnia glymiana
Pitcairnia glymiana là một loài thực vật có hoa trong họ Bromeliaceae. Loài này được K.Koch miêu tả khoa học đầu tiên năm 1868.